# Zehut
Zehut (hebrejsky זֶהוּת‎, dosl. identita) je libertariánská politická strana v Izraeli, založená v roce 2015 Moše Feiglinem. Program strany se zaměřuje na individuální svobody včetně svobody ekonomické a uplatňování plné izraelské suverenity na Západním břehu.Zehut navíc učinila legalizaci konopí podmínkou pro vstup do vládní koalice po volbách v Knessetu v roce 2019.

## Historie

### Manhigut jehudit
Počátky strany Zehut sahají až k hnutí Zo arcenu, které organizovalo protesty proti dohodám z Osla a postupně se transformovalo v hnutí Manhigut jehudit (Židovské vedení) v rámci strany Likud. Moše Feiglin se od roku 1995 profiloval jako kandidát na předsedu vlády. Ve volbách na předsednictví Likudu získal 23 % hlasů v roce 2007 i v roce 2012. Ve volbách v roce 2013 byl Feiglin zvolen do 19. Knessetu a působil jako jeho místopředseda.
V primárkách před volbami v roce 2015 Benjamin Netanjahu podnikl aktivní kroky k zablokování Feiglinova postupu ve straně, mimo jiné byli vykázáni pozorovatelé Manhigut jehudit ze sčítání hlasů, což bezprostředně vedlo Manhigut jehudit k odchodu ze strany Likud. V březnu 2015 byla oficiálně registrována strana Zehut.

### Konference strany Zehut
První konference strany Zehut, která se konala v roce 2017 v Hangáru 11 v Tel Avivu, měla více než 2000 účastníků.
Idan Mor, prominentní stand-up komik a aktivista legalizace konopí známý pod pseudonymem Gadi Wilcherski vstoupil do strany Zehut v prosinci 2018, a od té doby se aktivně účastnil její propagace.

### Průzkumy veřejného mínění
Před rokem 2019 nebyla Zehut zařazována do průzkumů veřejného mínění, ačkoli interní průzkum veřejného mínění z dubna 2017 ukázal, že strana by mohla vyhrát až 12 křesel v Knessetu, pokud by si voliči byli jisti, že překročí hranici 3,25 %. Až do 11. března 2019 nebyla Zehut zařazována do průzkumů. Od té doby všechny průzkumy prováděné různými organizacemi ukázaly, že Zehut překročí práh volitelnosti a dosáhne 4–8 křesel.
V červenci 2018 Zehut oznámila, že bude mít první otevřené primárky v historii Izraele. Konaly se dne 29. ledna 2019 v hlasovacích místnostech i na internetu. V primárkách volilo 10767 voličů. Otevřené primárky určovaly pořadí kandidátů, kteří obsadili prvních 15 míst ve vnitřních primárkách v září 2017. Každou desítku kandidátů zakončoval kandidát Zehut International, zastupující židovskou diasporu.
Koncem března 2019 velký průzkum provedený Národní unií studentů zjistil, že mezi izraelskými vysokoškolskými studenty byla strana Zehut druhá nejoblíbenější (po Modré a bílé).

### Cíle kampaně v roce 2019
Feiglin uvedl, že nepreferuje ani premiéra Benjamina Netanjahua, ani jeho hlavního volebního soupeře Bennyho Gantze.
Kromě podmínky legalizace konopí chtěla Zehut v příští vládě získat ministerstvo financí a ministerstvo školství. Feiglin také prohlásil, že se nepřipojí k vládě, která je ochotna předávat Zemi izraelskou.
Ve volbách Zehut získala 2,74 % hlasů a nepřekročila tak práh volitelnosti 3,25 %. Strana nicméně pokračuje v činnosti a má značnou podporu především mezi mladými voliči.

## Volební program
Volební program strany Zehut se skládá z následujících bodů:
- Opozice vůči nátlaku všeho druhu: náboženského, protináboženského, ekonomického, kulturního nebo vzdělávacího; a minimalizace zásahů státu do života a svobody soukromých osob
- Postupné snižování počtu vládních ministerstev z 29 na 11
- Legalizace konopí prodávaných licencovanými společnostmi s věkovou hranicí spotřeby 21 let
- Snížení daní přijetím paušální daňové sazby, stejně tak snížení firemních daní pro všechny společnosti a postupné odstraňování celních daní a dovozních kvót
- Reforma vzdělávání zavedením systému poukázek na školy na dobrovolném základě
- Snížení cen bydlení prostřednictvím privatizace půdy, zrušení plánovacích a stavebních komisí a odstranění zmrazení výstavby na Západním břehu
- Privatizace státních nemocnic na základě smluv s cenovými a kvalitativními podmínkami
- Převod náboženských a kulturních otázek ze státu na komunity
- Reforma soudního systému v občanském právu rozdělením na soudy podle občanských zákonů a soudy podle halachy (židovského práva), který může vykonávat jurisdikci pouze nad jednotlivci, kteří s tím souhlasili
- Zrušení monopolu vrchního rabinátu nad osobními otázkami a snížení jeho rozpočtu pouze na místní dobrovolné zdanění
- Zrušení registrace manželství; manželství bude definováno individuálně každým párem pouze u instituce, již si pár zvolí
- Ochrana svobody projevu a sdělovacích prostředků a zrušení povinných licencí na vysílání
- Ochrana práva držet a nosit zbraně a rozšiřovat je na všechny občany (nejen bývalé vojáky) bez násilné minulosti nebo určitých fyzických či duševních omezení
- Eliminace policejního násilí, zákaz použití síly proti nenásilné občanské neposlušnosti a umožnění komunitám jmenovat své vlastní místní policejní náčelníky
- Zrušení biometrické databáze, neboť porušuje právo na soukromí
- Uplatnění plné izraelské suverenity na všechny části Země izraelské
  - Na Západním břehu: Zrušení dohod z Osla
  - V pásmu Gazy: jakýkoli útok Hamásu proti Izraeli má být vyřešen plným dobytím Gazy
  - Teroristům bude nabídnuta možnost mírového ústupu a jednotlivým ne-Židům budou nabídnuty tři možnosti: finančně asistovaná emigrace do místa určení podle své volby; status trvalého pobytu (stejná práva, s výjimkou hlasovacích práv) po prohlášení loajality k Izraeli; nebo izraelské občanství (včetně vlebního práva) při výkonu vojenské nebo národní služby a po důkladném prověření
- Postupný přechod izraelských obranných sil (IDF) o Všeobecné branné povinnosti na profesionální dobrovolnickou armádu, verbování občanů pouze na nejzákladnější výcvik
- Ukončení veškeré pomoci USA Izraeli, protože poškozuje ekonomickou nezávislost Izraele a jeho obchodní svobodu

## Kandidáti
V prvních otevřených primárkách bylo zvoleno následující pořadí kandidátů do Knessetu:
1. Moše Feiglin, předseda strany a bývalý zákonodárce za Likud
2. Rabín Chaim Amsalem, bývalý zákonodárce za Šas a aktivista náboženské svobody
3. Gilad Alper, vedoucí ekonom a kandidát na ministra financí
4. Dr. Ronit Dror, sociolog a aktivista za práva rodiny
5. Libby Molad, právnička a kandidátka na ministryni školství
6. Shai Malka
7. Dr. Refael Minnes, fyzik a libertarián
8. Albert Levy, podnikatel, environmentální aktivista a zástupce olim
9. Ron Tsafrir
10. Rabín Ben Tzion Spitz, zástupce diaspory
11. Yiska Bina
12. Shmuel Sackett, spoluzakladatel Zo Artzeinu
13. Shlomo Gordon
14. Arcady Mutter
15. Rabín Dudi Spitz

## Výsledky voleb
| Volební rok | Vedoucí strany | Celkový počet hlasů | % celkového hlasování | # celkového počtu míst získal | +/-         | Gov?  |
| ----------- | -------------- | ------------------- | --------------------- | ----------------------------- | ----------- | ----- |
| 2019        | Moše Feiglin   | 118,031             | 2,74 (# 13)           | 0/120                         | Nová strana | N / A |